# Chinvali
Chinval (az elején a c és a h hang egyaránt ejtendő, oszétul Цхинвал vagy Чъреба, kiejtve chinval illetve csreba, grúzul ცხინვალი) a Grúziához tartozó, de facto azonban független Dél-Oszétia fővárosa a Nagy-Liakvi folyó mellett, a grúz fővárostól, Tbiliszitől mintegy 90 kilométerre északnyugatra, 860 méteres tengerszint feletti magasságban.
Területe 17,46 km², lakossága 2008-as becslés szerint 30 ezer (mintegy 90%-uk orosz állampolgár).

## Neve
Neve a grúz Krchinvali' (ქრცხინვალი, szó szerint „gyertyánok földje”) szókapcsolatból származik. A várost 1934-ben Sztálinról Sztaliniri névre nevezték át, ez is maradt a neve 1961-ig. A mai oszétok a Chinval nevet használják, lehagyva a szó végi i-t (a grúz nyelvben ez a nominativus eset). A város másik, nem hivatalos oszét neve Csreba.

## Története
Területét már a bronzkorban lakták. A feltárt települések és a régészeti anyag azt mutatja, hogy a területet egyaránt érte ibériai (mai Kelet-Grúzia) és kolkhiszi (Nyugat-Grúzia) hatás, és a szarmata kulturális elemek is kimutathatók.
A legkorábbi grúz forrás, amelyben előbukkan, mint kartlii falu, 1398-ban keletkezett, későbbi források szerint azonban a 3. századi grúz király Aszfagur alapított itt erődítményt.
A város több középkori építészeti emlékkel büszkélkedhet, amelyek közül a legrégibb a 8. és 10. század között épült Szent György templom.
A 18. század elején kis „királyi város” volt, amelyet főleg a kolostorok szolgái laktak. 1801-ben Grúzia más keleti területeivel együtt az Orosz Birodalom kebelezte be. Az Észak-Kaukázust Tbiliszivel és Gorival összekötő kereskedelmi úton fekvő Chinvali fokozatosan kereskedővárossá fejlődött, kevert zsidó, grúz, örmény és oszét lakossággal. Az 1910-es években 5033 lakost számláltak meg, akiknek 42,3%-a zsidó, 33%-a grúz, 13,4%-a örmény volt és csak 11%-a oszét.
Az 1918 és 1920 közti időszakban, amikor Grúzia rövid időre függetlenné vált Oroszországtól, a város véres összecsapások helyszíne volt a Grúz Népi Gárda és a bolsevikok pártját fogó oszét parasztok közt. 1921 márciusában a bevonuló Vörös Hadsereg létrehozta a helyi szovjethatalmat. Egy évvel később Chinvali a Grúz SZSZK-n belül létrehozott Oszét Autonóm Terület fővárosa lett.
Ezt követően a város oszét többségűvé vált, a városiasítás és a korenizáció (vagy nativizálás) erőltetett politikája miatt, amelyek következtében a környező vidékek oszét lakói beáramlottak Chinvaliba. A városipari központtá vált, fa- és feldolgozóüzemekkel, számos kulturális és oktatási intézménnyel, mint a nagy tiszteletet kivívó Pedagógiai Intézet (ma Chinvalii Állami Egyetem) és egy drámaszínház. A legutolsó, 1989-es népszámlálás idejére a város lakossága 43 ezerre duzzadt.

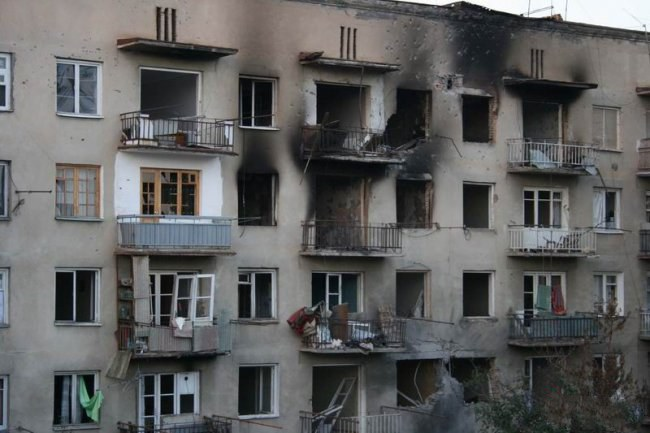
Chinvali egyik kiégett lakóháza a 2008-as harcok után

Az 1989-től 1992-ig tartó grúz-oszét konfliktus idején a város etnikai feszültség, majd a grúz és oszét erők közti fegyveres összecsapás színtere volt. Az 1992-es szocsi tűzszüneti egyezmény az oszétok kezében hagyta Chinvalit.
A város lakossága jelentősen csökkent az 1980-as évek óta és gazdaságára erősen rányomta bélyegét a Dél-Oszétia státusza miatt fennálló bizonytalanság. A 2008 augusztusában kirobbant dél-oszétiai háború során a város jelentős károkat szenvedett, emberéletben és anyagiakban is.

## Népessége
| Lakosok száma | 3832 | 5033 | 4543 | 5809 | 13 810 | 30 311 | 34 794 | 28 664 | 30 432 | 32 699 |
|               | 1886 | 1910 | 1922 | 1926 | 1939   | 1970   | 1979   | 2012   | 2015   | 2020   |

## Testvérvárosai
- Tiraspol, Dnyeszter Menti Köztársaság
- Szuhumi, Abházia

## Fordítás
Ez a szócikk részben vagy egészben  a   Chinvali című angol Wikipédia-szócikk ezen változatának fordításán alapul.  Az eredeti cikk szerkesztőit annak laptörténete sorolja fel. Ez a jelzés csupán a megfogalmazás eredetét és a szerzői jogokat jelzi, nem szolgál a cikkben szereplő információk forrásmegjelöléseként.